# Salmijärvi (sjö i Vichtis, Nyland)
Salmijärvi är en sjö i kommunen Vichtis i landskapet Nyland i Finland. Sjön ligger 52 meter över havet. Den är 2,4 meter djup. Arean är 1,23 kvadratkilometer och strandlinjen är 9,38 kilometer lång. Sjön  ingår i Vanda å huvudavrinningsområde.   Den ligger omkring 31 km nordväst om Helsingfors. De vanligaste fiskarna är mört och gädda.
I sjön finns öarna Sikasaari och Lammassaari.